# Alcidion sulphurifer
Alcidion sulphurifer es una especie de escarabajo longicornio del género Alcidion, tribu Acanthocinini, subfamilia Lamiinae. Fue descrita científicamente por White en 1855.
El período de vuelo de la especie se presenta durante los meses de septiembre y noviembre.

## Descripción
Mide 8-12 milímetros de longitud.

## Distribución
Se distribuye por Bolivia, Brasil, Colombia, Ecuador y Perú.